# Nuevas muixerangas
Se denomina Nuevas muixerangas al conjunto de collas muixerangueras de nueva creación que aparecen en poblaciones donde no había tradición, o esta se había perdido por muchos años. Se distinguen de las llamadas tradicionales por tener una historia más reciente. Desde mediados de los años noventa del siglo XX se han ido fundando nuevos grupos en diferentes municipios valencianos, muchos de los cuales se han consolidado, mientras que algunos otros han tenido una duración breve, con el caso de Carcagente, Campo de Murviedro o Campo de Turia. Forman parte del movimiento de recuperación muixeranguero vinculada al resurgimiento cultural valenciano.

## Etapas del desarrollo de las nuevas muixerangas
El desarrollo de las nuevas muixerangas suele descomponerse en tres periodos sucesivos.

### La década de los 90 del sigle XX
Es en este periodo cuando aparece el Ball dels Locos de l'Olleria, constituido en 1996, para recuperar el baile que se había realitzado por última vez con motivo de la Fiesta de la Magdalena de 1917 en Ollería. En 1997 se fundó la Nova Muixeranga d'Algemesí, que sería pionera en la incorporación de la mujer y en otros aspectos como la preocupación por la seguridad, la organización o la colaboración entre collas, siendo un referente para los grupos que se fueron creando posteriormente.

### De 2000 a 2009
Durante este periodo se produjo la expansión del movimiento muixeranguero con la creación de collas como la Muixeranga de la Safor (2002), la Muixeranga de Sueca (2005) o la Muixeranga de València (2007), así como otras que tuvieron una existencia breve, como la de Silla (2006-20013) o la de Carcagente (2008 - 2011).  Además esta década estuvo marcada per la declaración de las Fiestas de la Virgen de la Salud de Algemesí com a Bien de Interés Cultural, así como por los primeros intentos de organización de las collas, con la Federació de Muixerangues, que tuvo muy poca actividad, y la Entitat Promotora de Muixerangues (EPM) creada en 2008.

### Desde 2010
En este periodo se multiplican las collas muixerangueras por el conjunto del territorio valenciano,  consolidándose muchas de ellas como en el caso de la Muixeranga de Vinarós (2013), la Conlloga Muixeranga de Castelló (2013), la Muixeranga d'Alacant (2014) y la Jove Muixeranga de València (2014). En 2011 se produce la declaración de las Fiestas de Nuestra Señora de la Salud de Algemesí como Patrimonio Inmaterial de la Humanidad.

## Las nuevas muixerangas
| Nombre                                   | Lugar                   | Año  | Uniforme                                                               | Imagen |
| ---------------------------------------- | ----------------------- | ---- | ---------------------------------------------------------------------- | ------ |
| Ball dels Locos de l'Olleria             | Ollería                 | 1996 | Camisa marrón, pantalones a rallas blancas y marrones                  |        |
| Nova Muixeranga d'Algemesí               | Algemesí                | 1997 | Camisa y pantalón arlequinados con rallas rojas, blancas y verdes      |        |
| Muixeranga de la Safor                   | Gandía                  | 2002 | Camisa morada, faja roja y pantalón blanco                             | -      |
| Muixeranga de Sueca                      | Sueca                   | 2005 | Camisa roja, faja negra y pantalón blanco                              |        |
| Muixeranga de València                   | Valencia                | 2007 | Camisa y pantalón blancos con faja negra                               | -      |
| Muixeranga de Cullera                    | Cullera                 | 2011 | Camisa roja, pantalones blancos y faja negra                           | -      |
| Muixeranga de Vinaròs                    | Vinaroz                 | 2013 | Camisa y pantalones arlequinados a rallas blancas y rojas              |        |
| Conlloga Muixeranga de Castelló          | Castellón de la Plana   | 2013 | Camisa amarilla, pantalón blanco y faja roja                           |        |
| Muixeranga d'Alacant                     | Alicante                | 2014 | Camisa y pantalón arlequinado con rallas blancas y azules y faja negra |        |
| Jove Muixeranga de València              | Valencia                | 2014 | Camisa naranja, pantalones y faja negra                                |        |
| Muixeranga de la Plana                   | Plana Alta y Plana Baja | 2015 | Camisa y pantalón negro con faja roja                                  | -      |
| Muixeranga de la Torrentina              | Torrente                | 2015 | Camisa a rallas naranjas y azules, pantalón blanco y faja negra        | -      |
| Muixeranga de Xàtiva La Socarrà          | Játiva                  | 2016 | Camisa roja y faja y pantalón negros                                   |        |
| Muixeranga d'Alginet                     | Alginet                 | 2016 | Camisa azul, faja roja y pantalón blanco                               | -      |
| Muixeranga del Campello                  | Campello                | 2016 | Camisa negra, pantalón blanco y faja cuatribarrada                     | -      |
| Muixeranga de la Marina Baixa            | Marina Baja             | 2017 | Camisa azul claro, pantalón blanco, faja roja                          |        |
| Muixeranga de la Marina Alta             | Marina Alta             | 2017 | Camisa verde, pantalón blanco y faja negra                             | -      |
| Muixeranga La Carabassota de Guadassuar  | Guadasuar               | 2017 | Camisa con rallas calabaza, pantalón blanco y faja negra               | -      |
| Muixeranga Penyeta Blanca de Concentaina | Cocentaina              | 2017 | Camisa y pantalón blancos, faja negra                                  |        |
| Muixeranga de la Vall d'Albaida          | Valle de Albaida        | 2018 | Camisa verde pistacho con pantalón y faja negros                       |        |
| Muixeranga de Barcelona                  | Barcelona               | 2018 | Camisa azul cielo, pantalón negro y faja roja                          |        |
| Muixeranga Valls del Vinalopó            | Vinalopó Medio          | 2019 | Camisa blanca, pantalón negro y faja roja                              |        |
| Muixeranga de Segària                    | Marina Alta             | 2021 | Camisa roja burdeos, pantalón y faja negros                            | -      |
| Muixeranga d'Elx                         | Elche                   | 2022 | Camisa y pantalón rojo y azul, faja cuatribarrada                      | -      |